# クロルデコン
クロルデコン（英: Chlordecone）は、有機塩素化合物の一種で、農薬（殺虫剤）として製造・使用されたほか、マイレックスの分解生成物としても発生する。商品名のケポン（Kepone）でも呼ばれる。国際的に製造や使用が既に禁止されているが、健康被害や環境汚染の問題は21世紀も残っている。

## 用途
アメリカ合衆国では1950年代から製造・販売されており、開発したのはアライドケミカル社である。1966年から1973年まではバージニア州ホープウェルにある同社工場で製造され、1974年から1年半は下請けのライフサイエンスプロダクト社に製造を委託された。「Kepone」の商品名で、食葉性害虫向け殺虫剤として中南米やアフリカ、アジア、ヨーロッパに輸出されたが、日本では農薬登録を受けていない。アメリカではバージニア州の工場で従業員に生殖機能障害が起き、1975年に使用が禁止された。1979年には国際がん研究機関が発がん性の可能性がある物質に指定し（後述）、2001年採択の残留性有機汚染物質に関するストックホルム条約で禁止された。

## 安全性
半数致死量（LD50）はラットへの経口投与で102mg/kg、ウサギへの経皮投与で410mg/kg。皮膚からも吸収される可能性がある。国際がん研究機関（IARC）では発癌性についてGroup2B（ヒトに対し発癌性が疑われる）に分類している。1975年に、クロルデコンを製造していたライフサイエンスプロダクト社の従業員133人中76人に、ふるえや視神経の異常、肋骨の痛み、精液の減少などの中毒症状が発症した。酸との接触や燃焼により、塩化水素を含む有毒ガスを生じる。

## 環境への影響
ニベ科の魚の96時間半数致死濃度（LC50）が0.0066 mg/Lと、強い魚毒性を持つ。魚類や哺乳類などで生物濃縮が起こることがある。

## 健康被害や環境汚染

### アメリカ合衆国
1970年代に、アライドケミカル社の工場からクロルデコンを含む廃液がジェームズ川に流され、同川やチェサピーク湾を汚染。州政府による漁獲禁止措置が取られ、漁民はアライド社・ライフサイエンス社を提訴した。1991年には、この事件から名付けられたインディー・ロックバンドも出現した (Kepone (band)) 。

### カリブ海のフランス領
フランスでは農業省が1968年と1969年に危険性を理由に販売許可申請を却下したものの、少量でも効果が高いとして1972年に許可した。1990年に至ってフランス本土では使用を禁止したが、フランス領アンティルのマルティニークやグアドループでは特例として禁止が3年間猶予され、1993年までバナナ農園のゾウムシ対策などで使用され、21世紀に至っても前立腺がんなど住民の健康被害が続いており、残留クロルデコンによる汚染でマルティニークでは農地の3割で作付けが禁じられ、沿岸の3割が禁漁となっている。2019年にフランスの国会議員団がまとめた調査報告書では、地元選出議員やバナナ生産者団体が販売許可の延長を嘆願し、フランス政府が認め続けたことが明らかになっている。
フランスの大統領エマニュエル・マクロンは2018年9月のマルティニーク訪問で「思慮を欠いた結果だった」と述べたが、2019年2月には「恐怖心をあおる」としてクロルデコンの発がん性を取りざたしないよう求めて島民の反発を招いた。クロルデコン使用の刑事責任については、2022年3月、時効だとして捜査終了が決定された。